# جايسون بيركنز
جايسون بيركنز (20 سبتمبر 1992 بشاكوبي في الولايات المتحدة - ) هو لاعب كرة سلة فلبيني في مركز هجوم قوي الجسم.

## وصلات خارجية
- جايسون بيركنز على موقع ريلجم (الإنجليزية)
- جايسون بيركنز على موقع بروبوليرز (الإنجليزية)